# Блумингдејл (Њу Џерзи)
Блумингдејл (енгл. Bloomingdale) град је у америчкој савезној држави Њу Џерзи.

## Демографија
По попису из 2010. године број становника је 7.656, што је 46 (0,6%) становника више него 2000. године.
| Група             | 2000.         | 2010.         |
| Белци             | 7.010 (92,1%) | 6.588 (86,1%) |
| Афроамериканци    | 32 (0,4%)     | 87 (1,1%)     |
| Азијати           | 167 (2,2%)    | 188 (2,5%)    |
| Хиспаноамериканци | 332 (4,4%)    | 714 (9,3%)    |
| Укупно            | 7.610         | 7.656         |